# Cofiño
Cofiño (en asturiano y oficialmente: Cofiñu) es una parroquia del concejo de Parres. Su nombre proviene del latín confinium: límite, confín.
En esta zona se descubrieron las denominadas Lápidas de Cofiño, se tratan de unas lápidas romanas.
Existe una iglesia del siglo XVIII, la de San Miguel.
La población de Cofiño está situada a 391 m de altitud.